# Listă de abrevieri din 4 litere
Aceasta este o listă de abrevieri din patru litere:
| Sigle de o literă                       |                               |
| Sigle de două litere                    |                               |
| Sigle de trei litere                    |                               |
| AAA → DZZ EAA → HZZ IAA → LZZ MAA → PZZ | QAA → TZZ UAA → XZZ YAA → ZZZ |
| Sigle de patru litere                   |                               |
| Sigle de cinci litere                   |                               |
| Sigle de șase litere                    |                               |

- AIEA - Agenția Internațională pentru Energie Atomică
- ASIC
- BIOS
- CATV
- DEEE
- FPGA
- NASA - agenția spatială americană
- NKVD
- NYPD - New York Police Department (Departamentul de Poliție al orașului New York)
- PNUD - Programul Organizației Națiunilor Unite pentru Dezvoltare
- UCLA - University of California, Los Angeles (Universitatea statului California, Los Angeles)
- URSS - Uniunea Sovietică
- VHDL

## Termeni economici
- AGEA - Adunarea Generală Extraordinară a acționarilor
- AOPC - Alte Organisme de Plasament Colectiv
- ASIF
- DALI - Documentația de Avizare a Lucrărilor de Intervenții - [nefuncțională]
- SSIF

## Instituții din România sau Republica Moldova
- ADAS - Administrația Asigurărilor de Stat
- CGMB - Consiliul General al Municipiului București
- CNSC - Consiliul Național de Soluționare a Contestațiilor
- CSAT - Consiliul Suprem de Apărare al Țării
- DAPL - Departamentul pentru Administrația Publică Locală[1]
- DGIA - Direcția Generală de Informații a Apărării
- DGPA - Direcția Generală de Protecție și Anticorupție
- DJDP - Direcția Județeană de Drumuri și Poduri[2]
- GSPI - Grupul Special de Protecție și Intervenție
- IGPR - Inspectoratul General al Poliției Române
- INCD - Institutul Național de Cercetare-Dezvoltare
- PSAL - Private Sector Adjustment Loan, program al Băncii Mondiale pentru România
- RATB - Regia Autonomă de Transport București
- RAJA - Regia Autonomă Județeană de Apă
- SCIL - Societate Comercială de Industrializarea Laptelui
- SEIP - Serviciul de Evidență Informatizată a Persoanei
- SIPA - Serviciul Independent pentru Protecție și Anticorupție
- SPIR - Serviciul de Poliție pentru Intervenție Rapidă
- SMFA - Statul Major al Forțelor Aeriene[3]
- SMFN - Statului Major al Forțelor Navale[3]
- SMFT - Statului Major al Forțelor Terestre[3]
- UAPM - Uniunea Artiștilor Plastici din Republica Moldova
- USLA - Unitatea Specială de Luptă Antiteroristă